# 4mm Games
4mm Games était une société de développement de jeux vidéo basée à New York fondée en 2008 par  Rockstar Games, Jamie King et Gary Foreman ainsi que par l'ancien directeur d'Image Metrics, Nicholas Perrett,  Def Jam, Warner Music Group, NBC et Paul Coyne. 
4mm a été fondé avec l'intention d'« apporter l'expérience du jeu constamment connecté à la prochaine génération de joueurs ». L’ancien PDG de NCsoft, Geoff Heath, était membre du comité consultatif et apportait une contribution stratégique. 

## Activités
La société a développé Terminal Reality, Konami et Autumn Games et a publié le jeu de musique hip-hop, Def Jam Rapstar, le 5 octobre 2010 en Amérique du Nord et le 26 novembre 2010 en Europe pour la PlayStation 3, la Wii et la Xbox 360.   
4mm Games a également publié Dog Show Friends, un jeu Facebook basé sur The National Dog Show présenté par Purina en collaboration avec NBC Sports le 24 novembre 2010. 
La société travaillait en collaboration avec Alli (Alliance of action sports) pour créer de nouveaux titres numériques basés sur cette dernière. L'objectif était de publier des jeux basés sur des sports tels que le snowboard, le skateboard et le motocross, ainsi que des tournois Alli tels que le Dew Tour, le Gatorade Free Flow Tour et le Winter Dew Tour.  
Selon 4 mm, les jeux auraient pu fournir une « expérience de jeu de taille et totalement immersive » et auraient été publiés sur de nombreuses plates-formes, comme les mobiles, les smartphones, la télévision et le Web. Le premier de ces jeux aurait dû être un jeu de skateboard gratuit basé sur un navigateur appelé Alli Skate.  

## Fermeture
A peine un an après la sortie de Def Jam Rapstar, le portail Web a brûlé les fonds disponibles[incompréhensible] et l'entreprise a brutalement fermé. Le fondateur de 4mm, Jamie King, déclare plus tard dans une interview que le problème « était qu'ils étaient devenus trop ambitieux et qu'ils auraient dû soit repousser leur dernier jeu d'un an et le sortir sur Kinect, soit le sortir un an plus tôt ».  
4mm a continué à travailler sur d'autres projets, comme une collaboration avec le développeur de jeux britannique Jagex. Cependant, le 31 mars 2012, EMI Group dépose une plainte contre 4mm et Terminal Reality. 
Dans la plainte, le groupe de musique prétend que le jeu utilise 54 pistes non autorisées évaluées à 150 000 $ chacune. Le 15 mai 2012, GameIndustry a une entrevue avec King qui déclare que 4mm n'avait plus de trésorerie. L'une des raisons mentionnées par King est le procès en cours avec EMI. Deux mois plus tard, la City National Bank poursuit Konami et Autumn Games pour 8 900 000 $. On ne sait pas quel effet le procès de CNB a réellement sur l'avenir de 4 mm,. 